# Paul Hamm
Pour les articles homonymes, voir Hamm (homonymie).
Paul Elbert Hamm (né le 24 septembre 1982 à Washburn, Wisconsin) est un gymnaste américain. Il est le frère du gymnaste Morgan Hamm.

## Palmarès

### Jeux olympiques
- Athènes 2004
  -  médaille d'or au concours général individuel
  -  médaille d'argent par équipes
  -  médaille d'argent à la barre fixe

### Championnats du monde
- Gand 2001
  -  médaille d'argent par équipes

- Debrecen 2002
  -  médaille de bronze au sol

- Anaheim 2003
  -  médaille d'or au concours général individuel
  -  médaille d'or au sol
  -  médaille d'argent par équipes